# Ludwik Borowiecki
Ludwik Borowiecki ps. Młot, Odmęt (ur. 5 listopada 1912 w Ostrówku, zm. 20 grudnia 1944) – polski działacz ruchu robotniczego, bojownik ruchu oporu.

## Biogram

### Przed wojną
Syn Władysława, rzemieślnika. Przed 1939 pracował jako robotnik-metalowiec w Końskich. Był członkiem Organizacji Młodzieży Towarzystwa Uniwersytetu Robotniczego (OMTUR), uczestniczył w wiecach robotniczych i starciach z bojówkami ONR, działał w miejscowym robotniczym klubie sportowym. Pozostawał w bliskich kontaktach z działaczami Komunistycznego Związku Młodzieży Polski (KZMP) – H. Kazubskim i Władysławem Staromłyńskim, którzy po rozwiązaniu KZMP działali w szeregach OMTUR na terenie Końskich.

### W szeregach RPPS
W 1939  Borowiecki uczestniczył ochotniczo w kampanii wrześniowej, a po zakończeniu działań wrócił do Końskich. Wiosną 1941 nawiązał kontakt z Wacławem Armadą – późniejszym sekretarzem Komitetu Powiatowego Robotniczej Partii Polskich Socjalistów (RPPS) w Końskich – i był jednym z założycieli organizacji Polscy Socjaliści (PS) na terenie powiatu koneckiego. Następnie wszedł w skład KP PS. Odpowiedzialny za sprawy wojskowe, z ramienia KP organizował na terenie Końskich pierwsze „piątki bojowe”. Za jego pośrednictwem utrzymywano kontakty z KC PS w Warszawie. Na początku 1943 stanął na czele oddziału Milicji Ludowej (ps. „Odmęt”), który ponad rok działał jako grupa wypadowa. Wraz ze swoim oddziałem dokonał kilku udanych akcji, m.in. w lutym 1943 rozbroił 6-osobowy posterunek wojskowy w majątku Browary. W kwietniu i maju tego samego roku przebywał na centralnym kursie wojskowym w Warszawie. Jednocześnie był delegatem organizacji koneckiej PS na II Krajowy Zjazd PS 11 kwietnia 1943 w Warszawie., na którym przemianowano PS na RPPS. 
Latem 1943, po aresztowaniach w szeregach RPPS, Borowiecki wraz ze swoją grupą bojową opuścił Końskie i udał się w Lasy Niekłańskie. W ciągu zimy 1943-1944 walczył na terenie powiatu koneckiego i opoczyńskiego pod pseudonimem „Młot”. Jego oddział przeprowadził szereg udanych akcji na posterunki granatowej policji oraz urządził kilka zasadzek na Niemców na szosach wiodących w kierunku Kielc i Radomia. Przy planowaniu i przeprowadzaniu akcji bojowych Borowiecki współpracował z Gwardią Ludową. 

### W szeregach AL
W maju 1944 wraz z oddziałem Milicji Ludowej RPPS wstąpił do oddziału Armii Ludowej (AL) im. Bartosza Głowackiego, którym dowodził Stefan Szymański ps. „Góral”. Zachowując autonomię swego oddziału, Borowiecki wziął udział w szeregu akcji bojowych, m.in. kierował atakami na mosty kolejowe pod Ostrowcem Świętokrzyskim, współdziałał w wysadzeniu kilkunastu pociągów niemieckich ze sprzętem i wojskiem. Po utworzeniu 1 Brygady AL im. Ziemi Kieleckiej Borowiecki dowodził 3 kompanią w batalionie „Górala”. Wziął udział w stoczonej 29 września 1944 bitwie pod Gruszką, w której odznaczył się wielką odwagą i brawurą, a także zdolnościami dowódczymi. W październiku 1944, kiedy jego brygada przeszła przez linię frontu, na tereny wyzwolone, Borowiecki pozostał ze swym oddziałem w powiecie koneckim. Prowadził tam nadal działalność dywersyjną i wywiadowczą. 20 grudnia 1944 udał się wraz z dwoma spadochroniarzami radzieckimi do Gowarczowa na spotkanie z członkiem Dowództwa Głównego AL majorem Józefem Małeckim. Osaczony przez patrol własowców w lesie w pobliżu Eugeniowa, został w walce ranny i nie mogąc uciec odebrał sobie życie.

## Ordery i odznaczenia
- Krzyż Walecznych (pośmiertnie, 15 lutego 1946)[2]